# Zemský okres Hof
Zemský okres Hof (německy Landkreis Hof) je okres v německé spolkové zemi Bavorsko, ve vládním obvodě Horní Franky. Okresním městem je Hof, který však není součástí okresu.

## Poloha
Okres Hof sousedí na severu s durynským okresem Sála-Orla, na východě se saským zemským okresem Fojtsko a českým okresem Cheb, na jihu s okresy Wunsiedel im Fichtelgebirge a Bayreuth a na západě s okresy Kulmbach a Kronach. Město Hof je obklopeno zemským okresem Hof, ale není jeho součástí. Hranice s Českou republikou jsou dlouhé přibližně 25 kilometrů.
Geograficky se okres člení na čtyři oblasti: na severozápadě leží výběžky Franckého lesa (Frankenwald) s jeho nejvyšším bodem Döbraberg (795 m), a Selbitzké údolí. Řeka Selbitz pramení v jižní části okresu a poté teče na sever. Protéká mimo jiné městy Selbitz a Naila, a na krajských hranicích vtéká do řeky Sála (Saale), která protéká Hofem. Na východě území kraje leží Bavorské Fojtsko (v orig. Bayerische Vogtland). Na jihu se poté nachází části Smrčin (Fichtelgebirge), s vrcholem Großen Waldstein (878 m). Mezi Franckým lesem (Frankenwald) a Smrčinami (Fichtelgebirge) se nachází Münchberger Gneisplatte. Tato oblast má především zemědělské využití.

## Historie
Území zemského okresu Hof patřilo až do 16. století převážně markrabství Brandenburg-Bayreuth. V roce 1792 přešlo Pruskému království, a poté Francii. K Bavorsku patří oblast až od roku 1810. Roku 1812 byly vytvořeny krajské soudy Hof, Münchberg, Naila, Rehau a Selb. Město Hof se stalo centrem oblasti. Stále se však nejednalo o vlastní okres, protože města spadala pod Mohanský okres. Ten se v roce 1817 přetvořil na Hornomohanský okres (Obermainkreis), a ten poté roku 1838 na Horní Franky (Oberfranken). Vlastní soudní obvod Hof vznikl až v roce 1852.
V roce 1862 vznikl ze soudního obvodu Hof okresní úřad Hof, ze soudního obvodu Münchberg okresní úřad Münchberg, ze soudního obvodu Naila okresní úřad Naila a ze soudních obvodů Selb a Rehau okresní úřad Rehau. Některé obce okresu Rehau byli v roce 1879 přepsány na okresní úřad Hof. V roce 1919 se město Selb osamostatnilo, a stalo se z něj samosprávné město. V letech 1929 až 1931 byly zrušeny okresní úřady Teuschnitz a Berneck, a jejich obce si rozdělily okresní úřady Naila a Münchberg.
V roce 1939 se z dosavadních okresních úřadů Hof, Naila, Münchberg a Rehau stali zemské úřady a z okrsků zemské okresy. Roku 1940 se město Selb znovu stalo součástí zemského úřadu Rehau, ale v roce 1946 se opět osamostatnilo.
V rámci bavorské územní reformy z roku 1972 byl okres Hof zvětšen o obce okresů Naila a Münchberg (bez měst Gefrees a Streitau), o severní část okresu Rehau a o obce Dürrenwaid (okres Kronach) a Geroldsgrün. Jižní část okresu Rehau byla spolu se samosprávným Selbem začleněna do zemského okresu Wunsiedel im Fichtelgebirge. Město Gefrees (okres Münchberg) a Streitau připadli zemskému okresu Bayreuth. Poté, v roce 1977 přešli na zemský okres Hof ještě obce Gösmes a Enchenreuth, které byly do té doby součástí okresu Kulmbach.

## Města a obce
- Města
  - Helmbrechts (9 349)
  - Lichtenberg (1 135)
  - Münchberg (11 307)
  - Naila (8 323)
  - Rehau (9 947)
  - Schauenstein (2 138)
  - Schwarzenbach am Wald (5 073)
  - Schwarzenbach an der Saale (7 770)
  - Selbitz (4 684)

- Města s titulem „Markt“ (tržní města)
  - Bad Steben (3 552)
  - Oberkotzau (5 785)
  - Sparneck (1 758)
  - Stammbach (2 535)
  - Zell im Fichtelgebirge (2 268)

- Obce
  - Berg (2 564)
  - Döhlau (4 144)
  - Feilitzsch (2 869)
  - Gattendorf (1 163)
  - Geroldsgrün (3 085)
  - Issigau (1 133)
  - Köditz (2 724)
  - Konradsreuth (3 512)
  - Leupoldsgrün (1 392)
  - Regnitzlosau (2 560)
  - Töpen (1 212)
  - Trogen (1 605)
  - Weißdorf (1 289)